# District de Bao'an
Le district de Bao'an (宝安区 ; pinyin: Bǎo'ān Qū) est l'une des dix subdivisions administratives de la ville de Shenzhen dans la province du Guangdong en Chine. Depuis 2005, le nouveau district de Guangming, qui faisait partie du district, est administré de manière indépendante.
Bao'an est un centre industriel avec des usines de l'électronique grand nombre.
Bao'an a connu des problèmes de sécurité, vers l'an 2000, avec enlèvements, vols et autres crimes violents.

## Subdivisions administratives
| Nom                       | Chinois simplifié | Pinyin | Superficie km² | Population |
| ------------------------- | ----------------- | ------ | -------------- | ---------- |
| sous-district de Xin'an   | 新安街道          |        |                |            |
| sous-district de Minzhi   | 民治街道          |        |                |            |
| sous-district de Longhua  | 龙华街道          |        |                |            |
| sous-district de Dalang   | 大浪街道          |        |                |            |
| sous-district de Xixiang  | 西乡街道          |        |                |            |
| sous-district de Fuyong   | 福永街道          |        |                |            |
| sous-district de Shajing  | 沙井街道          |        |                |            |
| sous-district de Songgang | 松岗街道          |        |                |            |
| sous-district de Shiyan   | 石岩街道          |        |                |            |
| sous-district de Guanlan  | 观澜街道          |        |                |            |

La version allemande annonce deux autres districts, et la scission de celui de Longhua, en 2006 :
- Guangming (光明街道), devenu district autonome en 2007,
- Gongming (公明街道),

## Aéroport
Shenzhen Airlines est basée à l'aéroport international de Shenzhen Bao'an.
Jade Cargo International est basée au sixième étage.